# Dřevina

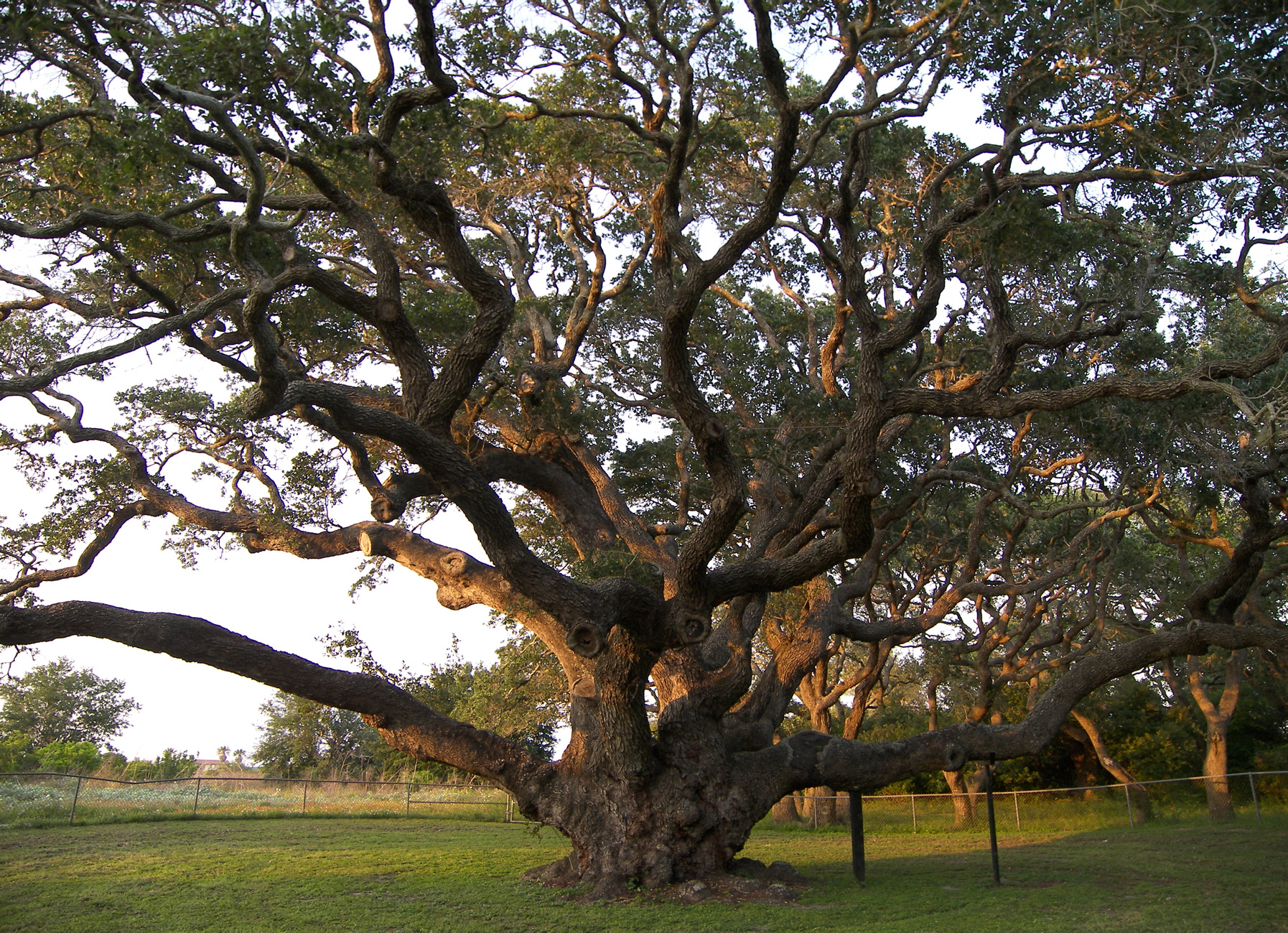
Příklad stromu; tento dub virginský (Quercus virginiana) je až 1000 let starý

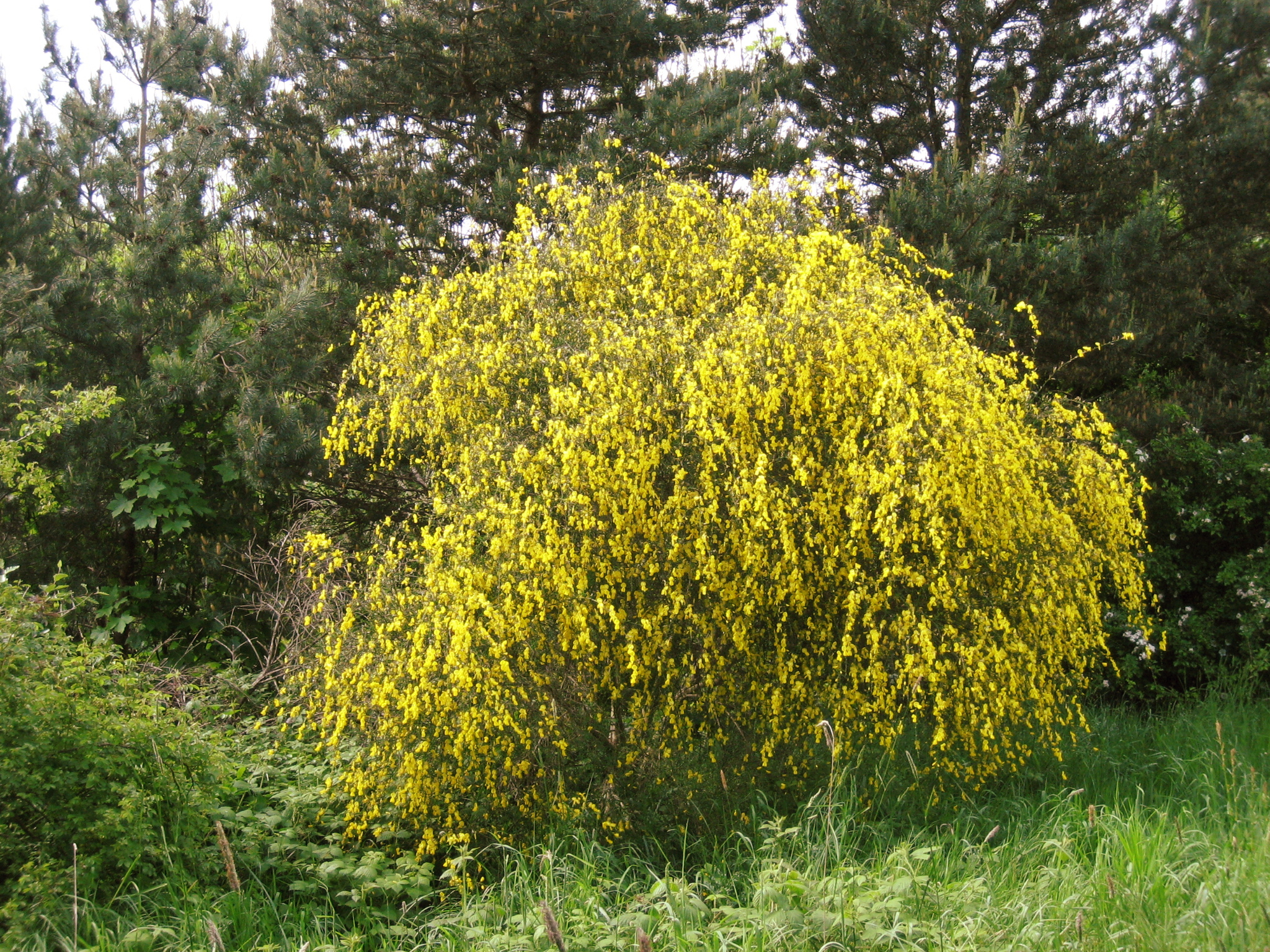
Příklad keře: janovec metlatý (Cytisus scoparius)

Dřevina je cévnatá vytrvalá rostlina se schopností druhotného tloustnutí dřevnatého stonku. Díky vrstvě dělivých buněk (kambiu) se mohou směrem dovnitř od této vrstvy tvořit buňky dřeva a vnějším směrem buňky lýka. Tím je umožněno druhotné tloustnutí dřevin a tvorba dřevnatých nadzemních stonků. Dřevinami se zabývá specializované odvětví botaniky – dendrologie.
Definice dřevin se často v odborné literatuře podstatně liší. Pro laiky je dostačující představa o životní formě, kdy mezi dřeviny jsou řazeny stromy a keře, případně liány či polokeře. Některé definice popisují dřeviny jako „vytrvalé rostliny se zdřevnatělým stonkem rozlišeným či nerozlišeným v kmen a korunu, případně se zdřevnatělou jen spodní částí stonku“. Další definice se neopírají o představu životní (vzrůstové) formy nebo o dřevnatost stonku, ale považují za určující jeho sekundární tloustnutí.
Tyto definice mají společné nedostatky:
- Nedefinují nezbytně stejné rody.
- Co je podle jedné definice dřevinou, to může být podle jiné definice bylinou.

Problematické jsou například bambusy (jednoděložné „trávy“ s dřevnatým stonkem, který ovšem druhotně netloustne), vymřelé stromovité výtrusné rostliny jako plavuně (např. Lepidodendron) nebo přesličky (např. Calamites) atd.
Existují dokonce rostliny, které v určitých podmínkách rostou jako dřeviny a v jiných jako byliny. Tak např. skočec (Ricinus communis) lze nalézt v tropické Africe jako dřevinu dosahující výšky až 12 metrů. Ovšem v mírném pásu má identický druh charakter jednoleté byliny.

## Stavba stonku
Stonky dřevin obsahují dřevo a lýko. Dřevo se skládá hlavně z celulózy a ligninu. Tvoří ho cévní svazky složené z cév a cévic (tracheí a tracheid), které dopravují vodu a v ní rozpuštěné anorganické živiny (minerální soli aj.) od kořene do kmene (xylém). V lýkové části (floém) složené z živých protáhlých buněk s proděravělými příčnými přepážkami (tzv. sítkovice) se uskutečňuje sestupný transport produktů fotosyntézy. Stonky většiny dřevin tloustnou na vnější straně. Výjimkou jsou palmy, u kterých přibývá dřevo „zevnitř“.

## Dělení dřevin
Má-li dřevina kmen (zpravidla u země nevětvený dřevnatý stonek), nazýváme ji strom. Další skupiny dřevin jsou keře (jejich stonky se větví hned u země a jsou na rozdíl od polokeřů celé dřevnaté) a některé liány s dřevnatým stonkem. Přechodem mezi dřevinami a bylinami jsou polokeře, jejichž stonky se větví hned od země, ale jsou zdřevnatělé pouze ve spodní části.